# Polina Bogusevich
Polina Bogusevich (en ruso: Полина Богусевич; n. Moscú, Rusia, 4 de julio de 2003) es una cantante rusa. El 26 de noviembre se ha convertido en la nueva ganadora del Festival de la Canción de Eurovisión Junior 2017 con 188 puntos, logrando así la segunda victoria para Rusia.

## Trayectoria
Nacida en la capital rusa en el mes de julio de 2003. Desde siempre ha querido ser cantante. Inició su carrera en el mundo de la música en el año 2012, cuando participó en el Festival Internacional de Arte en Macedonia y se convirtió en la ganadora. También apareció en varios proyectos televisivos.
En el 2014 fue seleccionada para participar en la primera temporada del talent show, "Golos deti", que es la versión rusa de La Voz Kids. Allí después de su audición a ciegas, se unió al equipo del cantante Dima Bilán. Ella progresó hasta las rondas de las batallas, en las cuales finalmente fue eliminada.
Tras su paso por el programa, ese mismo año continuó en televisión participando en diversos concursos de canciones infantiles como "Песня года 2014", "Рождественская песенка года 2014" o "Детская Песня года 2014". Además pasó a ser una de las dos representantes rusas en el concurso "New Wave Junior 2014", donde finalizó en el segundo puesto. También fue galardonada con un premio especial otorgado por la primera radio infantil en todo el país, "Детское радио", por la nominación a la mejor interpretación de la canción en ruso.
En 2015 fue hasta Italia para participar en el Festival de San Remo Junior, donde se convirtió en titular de un diploma de primer grado.
Posteriormente, en abril de 2017 fue anunciada por la RTR como participante en la selección nacional rusa para el Festival de la Canción de Eurovisión Junior 2017, utilizando la canción "Krylya" que fue compuesta por Taras Demchuk.
Más tarde, el 3 de junio logró ganar la selección nacional y de esta manera se convirtió en la nueva representante de Rusia en Eurovisión Junior 2017. Al poco tiempo la canción se tradujo al inglés y pasó a llamarse "Wings" - (en español: "Alas").
En el certamen eurovisivo que tuvo lugar el día 26 de noviembre en el Palacio Olímpico de la ciudad de Tiflis (Georgia), se convirtió en la vencedora tras obtener un total de 188 puntos, siendo la segunda vez que Rusia gana el festival después de la victoria de las Hermanas Tolmachovy en la IV edición de 2006 que se celebró en la capital rumana.